# 1269-1260 v.Chr.
De jaren 1269-1260 v.Chr. (van de christelijke jaartelling) zijn een decennium in de 13e eeuw v.Chr..

## Gebeurtenissen

### Klein-Azië
- 1268 v.Chr. - De steden Amurru en Kadesj worden heroverd door de Hettieten.
- 1267 v.Chr. - Koning Hattusili III (ca. 1267 -1237 v.Chr.) regeert over het Hettitische Rijk.
- 1265 v.Chr. - Mursili III probeert met steun van Assyrië op de Hettitische troon terug te keren, maar vlucht naar Egypte.
- 1260 v.Chr. - Hattusili III verklaart de oorlog aan Egypte, vanwege de gastvrijheid van Ramses II aan zijn rivaal.

### Egypte
- 1260 v.Chr. - Ramses II laat het Aboe Simbel-tempelcomplex in zandsteenrotsen uithakken – slechts een van de indrukwekkende bouwprestaties uit zijn 67 jaar durende bewind.[1]

<< · 1299-1290 · 1289-1280 · 1279-1270 · 1269-1260 · 1259-1250 · 1249-1240 · 1239-1230 · 1229-1220 · 1219-1210 · 1209-1200 · >>